# Capitanía de puerto

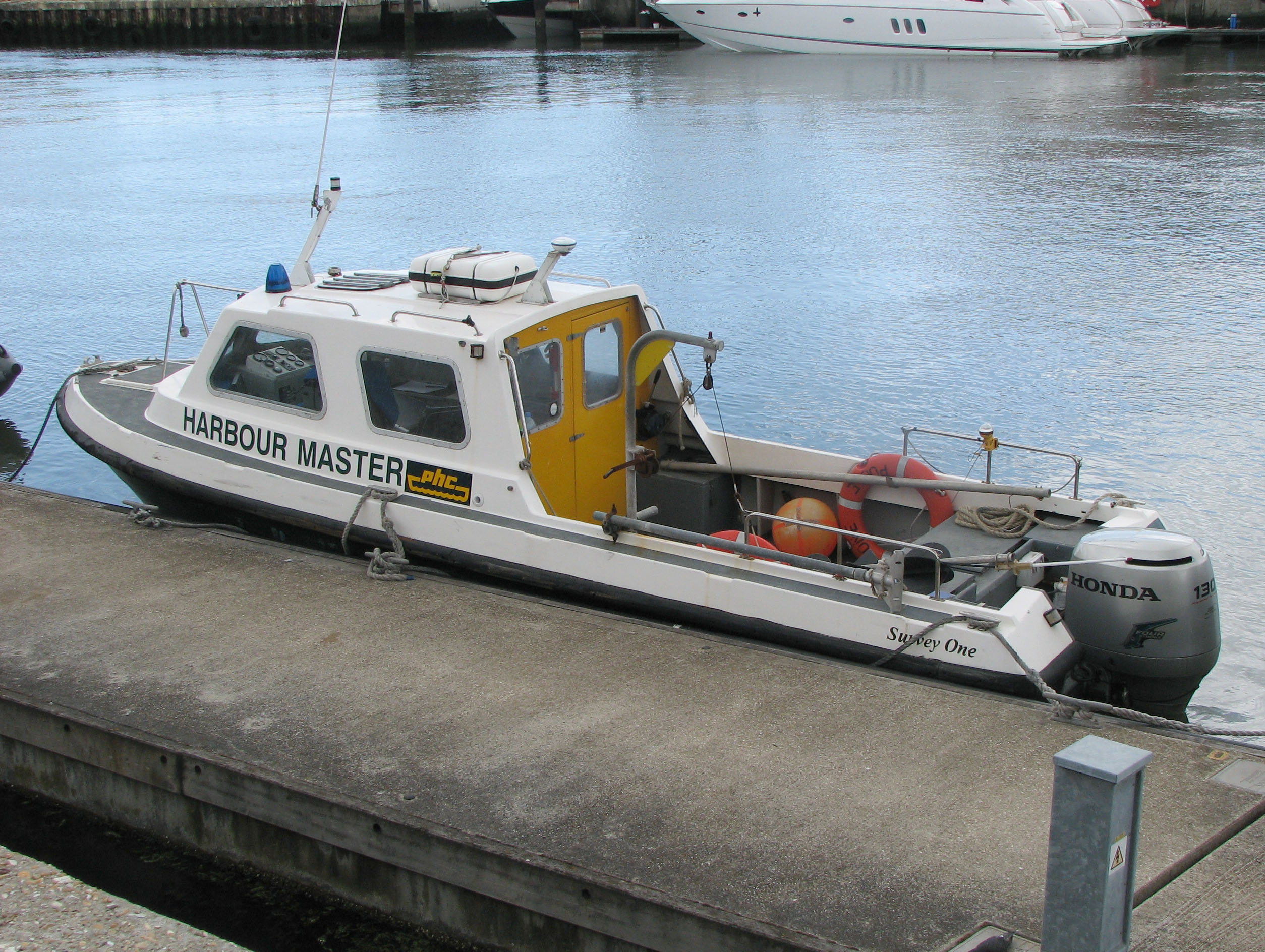
El transporte del capitán del puerto en Poole, Dorset, Inglaterra.

Una capitanía de puerto es una oficina encargada de hacer cumplir las normas de un refugio marítimo o puerto en particular, con el fin de garantizar la seguridad de la navegación, la seguridad portuaria y el correcto funcionamiento de las instalaciones portuarias.

## Responsabilidades
Los capitanes de puerto normalmente son responsables de emitir información de seguridad local, a veces conocida como aviso a los navegantes.

## Oficiales civiles y navales
Un capitán de puerto puede ser un civil o un oficial naval comisionado de cualquier rango.
Históricamente, todos los capitanes de puerto eran oficiales navales; incluso hoy en día, deben poseer conocimientos y experiencia previa en navegación a través del servicio en una marina mercante o una armada.
Los términos naval y civil se utilizan aquí para distinguir quién está empleado por una fuerza militar y quién está empleado por un puerto público o privado.

### Reino Unido y Canadá
En el Reino Unido, cuando una persona ha sido nombrada para supervisar un astillero portuario, el oficial se desempeña en esta capacidad como capitán de puerto de la Reina (o del Rey) y tiene derecho a enarbolar una bandera de la Unión con un borde blanco y un disco central blanco. con las iniciales "QHM" (o "KHM" durante el reinado de un rey) debajo de una corona. Aunque la legislación no lo requiere, la mayoría de los QHM son oficiales en servicio en la Marina Real. También existen puestos equivalentes en Canadá, donde el capitán de puerto de la reina se conoce en francés como capitaine de port de Sa Majesté (literalmente, "Capitán de puerto de Su Majestad").

### Estados Unidos
En los Estados Unidos, el Capitán del Puerto es un oficial de la Guardia Costera de los Estados Unidos, responsable de estos deberes en una zona predefinida que generalmente incluye múltiples puertos y vías fluviales que conducen a esos puertos, generalmente en aguas federales. Las directivas de los capitanes de puerto están sujetas a la supervisión de la Guardia Costera.

### Chile

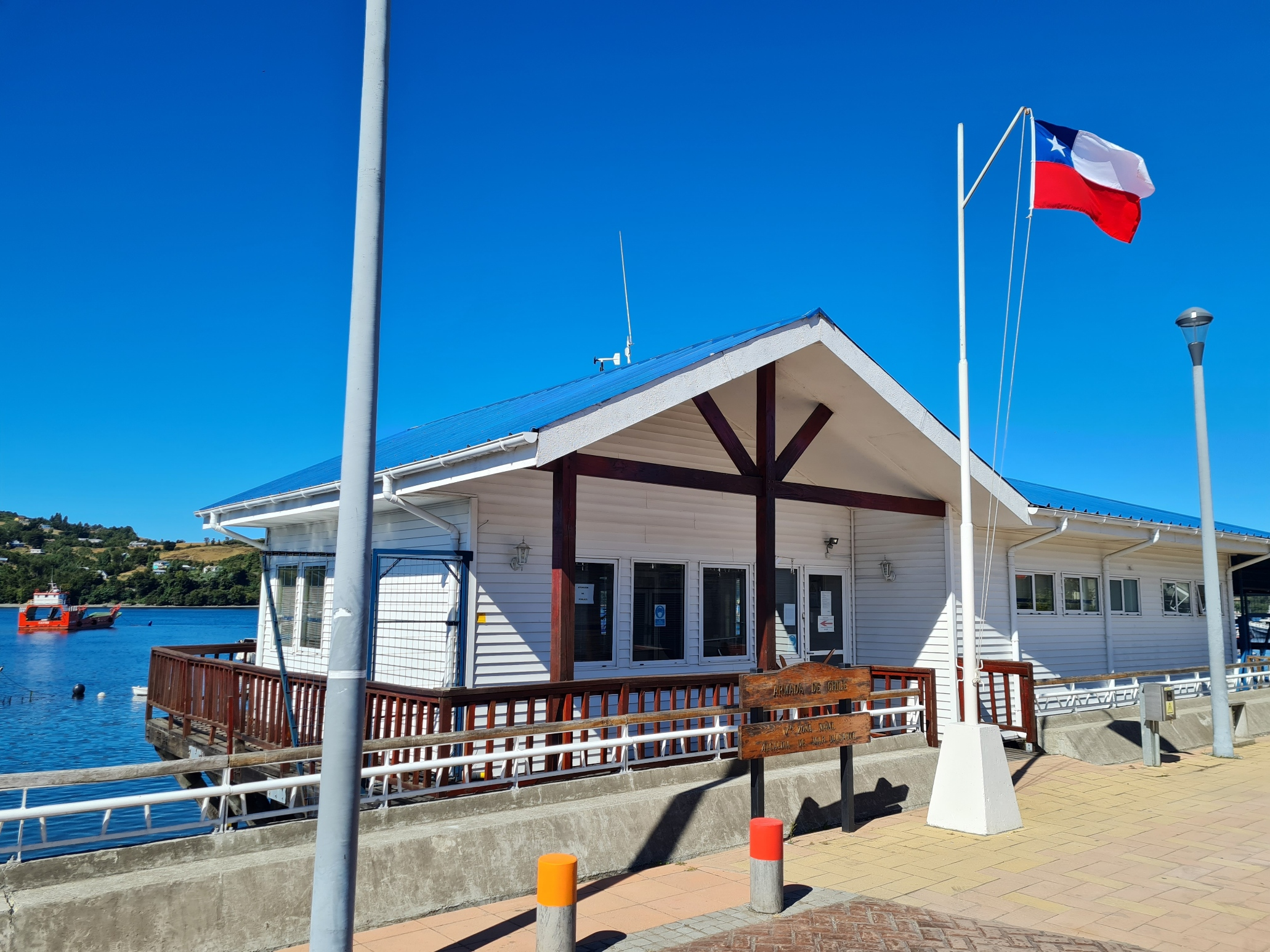
Alcaldía de mar de Dalcahue, Chile

En Chile, capitán de puerto es la denominación genérica que se da a las autoridades marítimas, siendo la capitanía de Puerto es la que se da al asiento de estos funcionarios. En los puertos o radas de pequeña población o escaso comercio marítimo, que estén tan lejanos al lugar de la capitanía de que dependen, desempeñarán las funciones de capitanes de puerto, los alcaldes de mar. Los capitanes de puerto, en general, en su carácter militar, están bajo las órdenes del comandante en jefe del apostadero a cuya jurisdicción pertenecen. El capitán de puerto especialmente, tendrá a su cargo la policía del mar territorial, de los puertos, bahías canales, lagos y ríos navegables e islas, y la inmediata inspección de toda maniobra o faena que deba efectuarse en su jurisdicción. Igualmente toda operación que deba efectuarse a bordo de embarcaciones de cualquier clase, por orden de otra autoridad, se hará previo su conocimiento.